# Hotter Than Hell
Hotter Than Hell es el segundo álbum de estudio de la banda estadounidense de hard rock Kiss, publicado el 22 de octubre de 1974 a través de la discográfica Casablanca Records. Este trabajo, grabado apresuradamente debido a las bajas ventas del primer disco del grupo, tuvo una peor acogida comercial que su antecesor; solo estuvo quince semanas en la lista Billboard 200 y únicamente llegó al puesto 100 —la peor posición en la historia de la banda—. Sin embargo, con el paso del tiempo varias publicaciones consideraron a Hotter Than Hell como uno de los mejores trabajos de Kiss, además, en 1977 logró la certificación de disco de oro de la Recording Industry Association of America.
Casablanca Records solo editó un sencillo del álbum, «Let Me Go, Rock 'n' Roll», pero que falló en posicionarse en las listas de éxitos, aun así, Hotter Than Hell incluyó varias canciones interpretadas con regularidad en los conciertos del grupo como el tema título, «Got to Choose» o «Parasite».

## Antecedentes

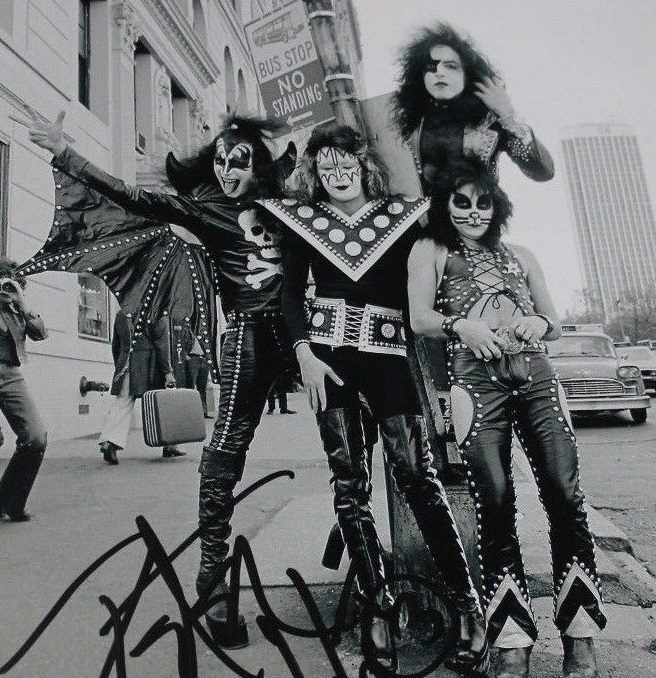
Kiss posando en Central Park, Nueva York (1974).

El álbum debut de Kiss, titulado de manera homónima, había salido a la venta el 18 de febrero de 1974 y a pesar de las esperanzas de su sello discográfico, Casablanca Records, solo llegó al puesto 87 del Billboard 200. De acuerdo con el presidente de Casablanca, Neil Bogart, una de las causas de esta mediocre recepción fue la escasa promoción realizada por la financiera de la discográfica, Warner Bros. Records, con la cual decidió romper su relación económica. Por otra parte, las letras de la banda, que hablaban sobre prostitutas, alcohol y sexo anal tenían pocas posibilidades de ser retransmitidas en la radio y el hecho de que los cuatro integrantes —el bajista Gene Simmons, el guitarrista líder Ace Frehley, el batería Peter Criss y el guitarrista rítmico Paul Stanley— usaran maquillaje tampoco era del agrado de los pinchadiscos. Con la intención de aumentar las ventas del disco, Casablanca decidió reeditarlo dos meses después de su lanzamiento con una versión del tema de Bobby Rydell «Kissin' Time» que había alcanzado la decimoprimera posición en las listas de sencillos en 1959, aunque a pesar de incluir una nueva canción, las ventas de Kiss no aumentaron de manera significativa y hacia agosto únicamente había vendido 75 000 copias, unas cifras que no permitían pagar los gastos del grupo, motivo por el cual el sello discográfico presionó a los músicos para que comenzaran la grabación de un nuevo trabajo.

## Grabación

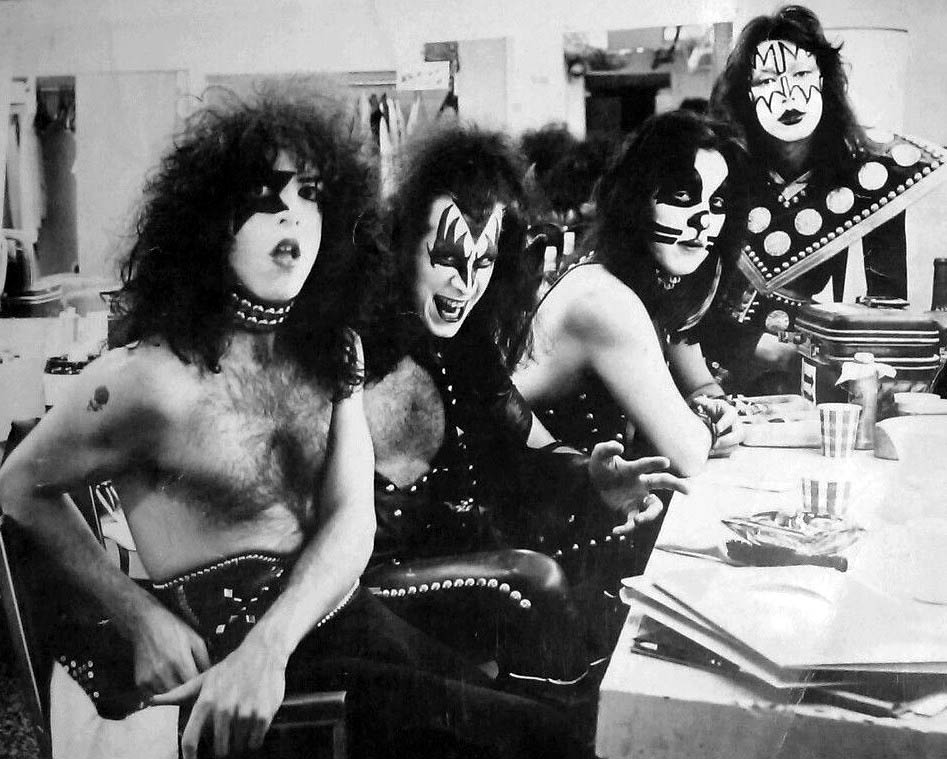
La banda antes de una actuación promocional de Hotter Than Hell en 1975.

Para la grabación de su nuevo trabajo, titulado Hotter Than Hell, Kiss volvió a recurrir a los productores de su álbum debut, Kenny Kerner y Ritchie Wise, cuya labor había sido de su agrado y porque su situación financiera no permitía contratar a profesionales más conocidos. Por aquellos momentos, tanto las oficinas de Casablanca, como Kerner y Wise habían trasladado su domicilio a California, lo que obligó a la banda a abandonar Nueva York. Por su parte, Neil Bogart alquiló el estudio Village Recorder de Los Ángeles, situado junto a la playa de Santa Mónica para que el grupo trabajara en el disco durante el mes de agosto de 1974. Además del inconveniente de tener que cambiar de estado, el conjunto tuvo que afrontar el impedimento de que apenas habían tenido tiempo para componer canciones suficientes para completar un álbum. Para solucionar el problema, Kiss tuvo que utilizar algunas canciones que no habían grabado para su primer disco como «Watchin’ You» y «Let Me Go, Rock 'n' Roll» e incluso un tema compuesto por Gene Simmons durante su etapa en la banda Wicked Lester, «Goin' Blind».
Al igual que su antecesor, Hotter Than Hell, incluyó principalmente composiciones de Simmons y de Paul Stanley, aunque un mayor número de contribuciones de Ace Frehley, aunque este no tenía confianza en su labor como cantante y pidió a Peter Criss que pusiera voz a «Strange Ways» y a Simmons que cantara «Parasite». Criss fue además el vocalista de «Mainline», cuya grabación provocó algunas discusiones con los demás miembros, pues según Stanley, el batería amenazó con abandonar Kiss si no era él el cantante y de acuerdo con la autobiografía de este último, el guitarrista le ordenó cantarla «palabra por palabra y nota por nota como él quería». Criss también discutió con sus compañeros por la grabación de «Strange Ways», en la que quiso incluir un solo de siete minutos, sin embargo, a pesar de su nueva amenaza de dejar la banda, los demás integrantes tomaron la decisión de no incluir el solo en la canción.

## Música

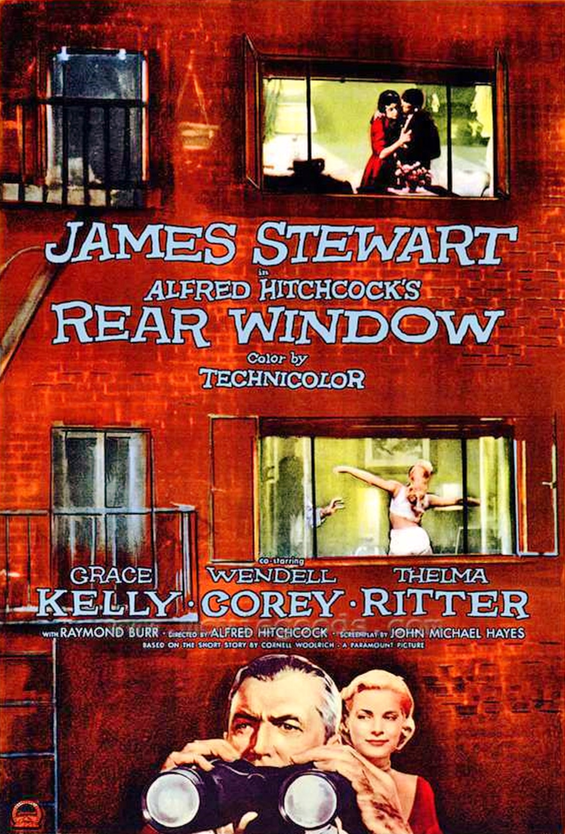
La letra de «Watchin' You» está inspirada en la película de Alfred Hitchcock La ventana indiscreta (1954), en la que un hombre en silla de ruedas espía a sus vecinos.

El álbum comienza con «Got to Choose», escrita por Paul Stanley, quien tomó como inspiración la canción de Wilson Pickett «Ninety-Nine and a Half (Won’t Do)» y cuya letra trata sobre un hombre engañado por su novia. Según el guitarrista, en una de sus estancias en los estudios Electric Lady en 1973, pudo escuchar una versión de la banda Boomerang del tema de Pickett que llamó su atención. «Parasite», una de las piezas de Ace Frehley a la que Gene Simmons puso voz, habla en su letra sobre una «mujer parasitaria» a la que su hombre sigue queriendo. «Goin' Blind» la compusieron Simmons y su amigo Stephen Coronel durante su estancia en Wicked Lester con el título de «Little Lady». Coronel se encargó de los acordes con la pista de Mountain «Theme For An Imaginary Western» como influencia, mientras que el bajista creó la letra y la melodía. Stanley sugirió añadir la línea «I'm ninety-three, you're sixteen» —en español: Yo tengo 93, tú tienes 16— para que la canción tratara de un idilio entre un anciano y una adolescente. Stanley desarrolló «Hotter Than Hell» en Los Ángeles con la pista de Free «All Right Now» y los acordes de la canción de Black Sabbath «Iron Man» como influencia. «Let Me Go, Rock 'n' Roll» la compusieron Stanley y Simmons para su inclusión en su álbum debut, pero finalmente quedó descartada. El bajista escribió su letra mientras trabajaba en el Consejo Interdepartamental puertorriqueño y posteriormente le incorporó un riff de una pieza de Stanley titulada «Where There's Smoke There's Fire».
La cara B comienza con «All the Way», compuesta y cantada por Simmons e influenciada por un tema del grupo Detroit y cuya letra trata, según el bajista, sobre «una chica que no para de hablar de sus padres y a la que nos gustaría decir: ¡Joder! ¿Vas a salir conmigo sí o no?». «Watchin' You», al igual que «Goin' Blind», la escribió Simmons durante su estancia en Wicked Lester con otra canción de Mountain como inspiración, además su letra tiene una temática voyeur y está inspirada en la película de Alfred Hitchcock La ventana indiscreta (1954). Según el bajista, «observar a mujeres atractivas desnudándose era una práctica común en Nueva York, porque todos viven en edificios altos con ventanas enfrentadas a las de otras personas». «Mainline», una pieza de Stanley a la que Peter Criss puso voz,  trata en su letra sobre un hombre atraído sexualmente por una chica (una temática recurrente en las canciones de Kiss). «Comin' Home», acreditada a Ace Frehley y a Stanley, es un tema que habla sobre la vida en la carretera y que surgió de la fusión de varios riffs de Frehley. El álbum termina con «Strange Ways», cantada por Criss y compuesta por Frehley, y cuyo lento sonido la llevó a ser considerada como precursora del grunge.

## Diseño artístico

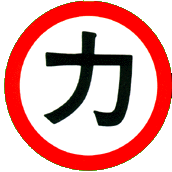
John Van Hamersveld incorporó a la portada el símbolo nipón chikara.

La portada del álbum, creada por el fotógrafo Norman Seeff y el diseñador John Van Hamersveld, muestra una imagen de los cuatro miembros de la banda sobre un fondo colorido con caracteres japoneses. Seeff —quien tomó la fotografía en los estudios Raleigh de Hollywood, en agosto de 1974— tuvo que enfrentarse a un inconveniente: Ace Frehley había sufrido un accidente automovilístico el día anterior de realizar la sesión y debido a recomendaciones de su doctor, no podía aplicarse su característico maquillaje en parte de su cara. Para solucionar el problema, el guitarrista se pintó únicamente el lado izquierdo de su rostro y el departamento artístico se encargó de crear las partes sin maquillaje.
Seeff había estado en Japón con anterioridad y allí conoció al artista Tadanori Yokoo, a quien calificó como «una combinación de Timothy Leary, Andy Warhol y Picasso», y cuyo trabajo le entusiasmó y decidió que funcionaría con la imagen de Kiss. Seeff también determinó que poner el título del álbum en japonés quedaría bien, de modo que recurrió a John Van Hamersveld, quien había trabajado con The Rolling Stones, Bob Dylan y Steve Miller, entre otros. Tras recibir el encargo, Van Hamersveld fue a buscar ideas al barrio japonés de Los Ángeles, donde descubrió el símbolo chikara (力) —en español: Poder— y que decidió añadir a la portada. Chikara aparecería también en el disco Crazy Nights (1987) y en la batería del sustituto de Criss, Eric Carr. Para la contraportada, el diseñador combinó los maquillajes de los cuatro integrantes del grupo para crear una cara grotesca. Las demás fotografías de Hotter Than Hell fueron tomadas durante una fiesta con mujeres desnudas, en la que también participaron los ejecutivos de Casablanca Records e inspirada en la película de Federico Fellini Satiricón (1969).
El libreto del álbum fue imprimido en inglés y japonés, algo que según Neil Bogart, no se había hecho con anterioridad en un disco estadounidense. El presidente de Casablanca Records señaló además que la buena acogida del primer trabajo de Kiss en Japón fue uno de los motivos para tomar esta decisión.

## Recepción

### Comercial

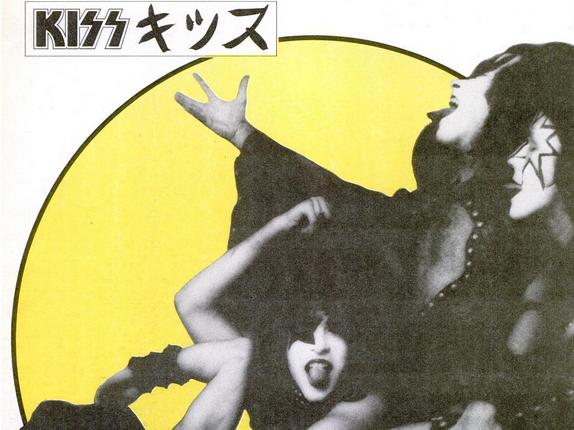
Anuncio publicado en un número de la revista Billboard para promocionar el álbum.

Hotter Than Hell salió a la venta el 22 de octubre de 1974 a través de Casablanca Records y en su primera semana en el mercado alcanzó un discreto puesto 186 en el Billboard 200, en la séptima semana llegó a su posición más alta, la número 100, lo que lo convertiría en el trabajo de Kiss con peor posicionamiento en la lista estadounidense. A pesar de esta baja posición, el álbum recibió una certificación de disco de oro de la Recording Industry Association of America tres años después de lanzamiento. Por su parte, en Canadá, Hotter Than Hell llegó al puesto 91. «Let Me Go, Rock 'n' Roll» fue el único sencillo extraído del álbum y falló en situarse en las listas de éxitos.

### Crítica
Hotter Than Hell, al igual que los demás trabajos de Kiss de sus primeros años, recibió el menosprecio de la mayoría de los críticos por la aversión de estos a la imagen del grupo. Sin embargo, con el paso del tiempo recibió reseñas favorables que lo consideraron como uno de los mejores álbumes de la banda. Ed Naha de la revista Rolling Stone señaló que Hotter Than Hell «no suena tan mal como el grupo aparenta» y destacó además que «con martilleos de guitarras gemelas, riffs pegadizos y un bajo y una batería amigablemente en la retaguardia, Kiss vomita una aparentemente controlada histeria atronadora muy afín al sonido popularizado por la división de tanques Panzer alemanes». Bob Kirsch de Billboard calificó al disco como «un sólido conjunto de rock sustancioso» y remarcó al tema título y a «Mainline» como sus mejores piezas. Por su parte, Stephen Thomas Erlewine escribió en el libro The All-Music Guide to Rock que «Hotter Than Hell es casi una réplica idéntica del primer trabajo de Kiss» y consideró que a pesar de que «tiene algunos temas destacados —“Parasite”, “Let Me Go, Rock 'n' Roll”, “Got to Choose” o “Hotter Than Hell”—, los riffs no son tan pegadizos ni las canciones están tan bien compuestas como las de Kiss».
Jason Josephes de Pitchfork Media remarcó que «mientras el tiempo ha sido benévolo como la mayoría de los primeros discos de la banda, este trabajo sobresale de manera dolorosa». Josephes consideró además que «a pesar de estar remasterizado para su reedición, el álbum cuenta con algunos de los peores sonidos de batería de un disco de hard rock». Greg Prato de Allmusic destacó que «a pesar de su sonido turbio, Hotter Than Hell es otro trabajo fundamental de Kiss» y que aunque tuvo peor recepción en las listas que su antecesor, «se convirtió con los años en un álbum venerado por lo aficionados del grupo, y con razón». Prato escribió también «“Strange Ways” contiene uno de los mejores solos de guitarra de Ace Frehley». Chuck Klosterman de Grantland lo calificó como «uno de los álbumes más deficientemente mezclado que se haya publicado», sin embargo, recalcó que «este error técnico —recompensado por el paso del tiempo— se convirtió en idílico».

### Legado

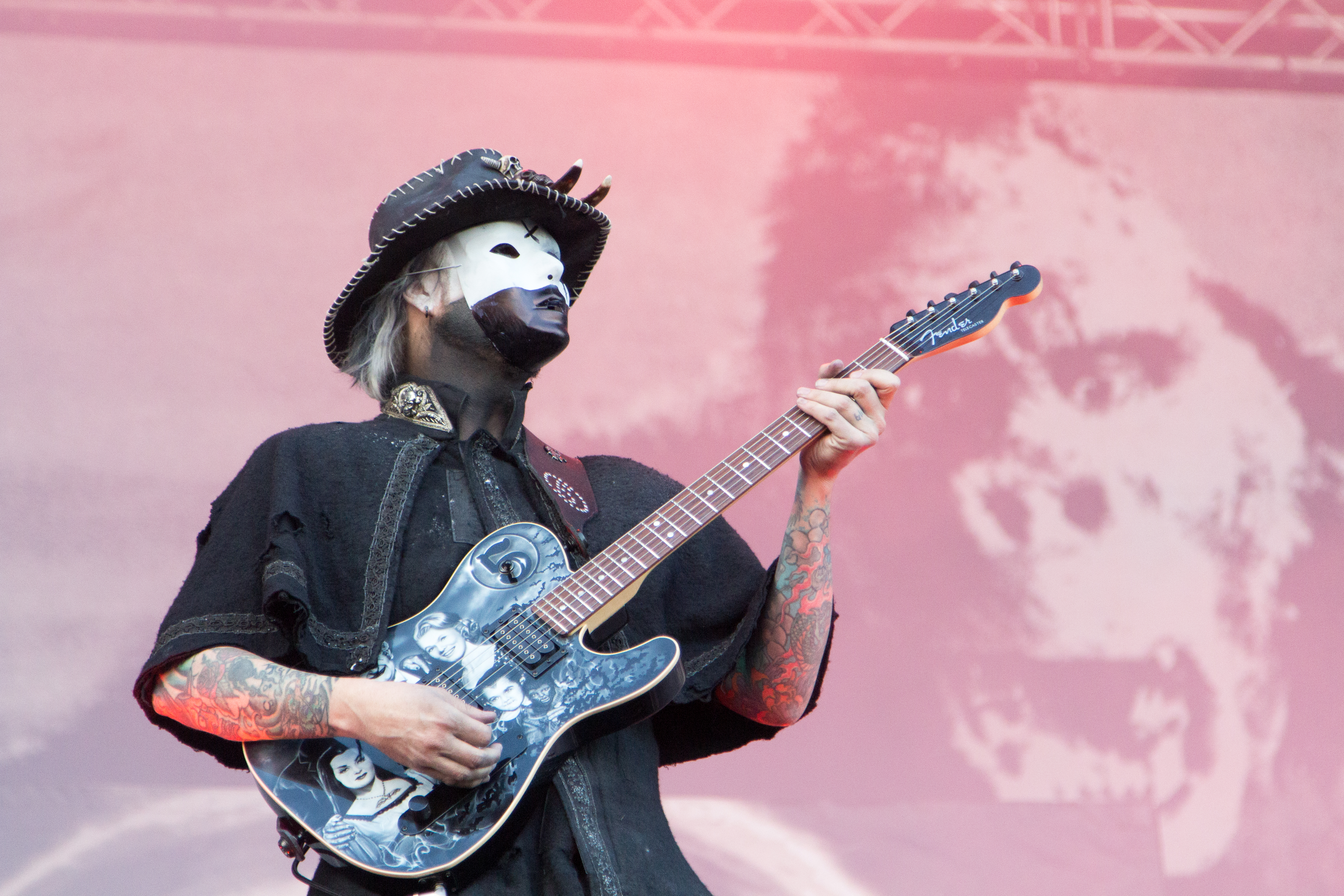
El guitarrista John 5 colaboró con Ace Frehley en una nueva grabación de «Parasite».

Con el paso del tiempo, Hotter Than Hell recibió el reconocimiento de bandas y artistas posteriores y varias de sus canciones han sido versionadas por conjunto de diversos géneros. Buzz Osborne lo señaló como su álbum favorito de Kiss, asimismo su grupo, Melvins, versionó «Goin' Blind» en su disco de estudio Houdini (1993). Dave Mustaine de Megadeth comentó que Hotter Than Hell fue uno de los primeros álbumes que adquirió, aunque para eso tuvo que robarlo en una tienda; su agrupación además grabó una versión de «Strange Ways» para el tributo Kiss My Ass: Classic Kiss Regrooved (1994), pero que finalmente no fue incluida. Este trabajo sí incorporó la interpretación de Dinosaur Jr. de «Goin' Blind». Peter Tägtgren remarcó que «creció con Kiss» y versionó «Strange Ways» con su banda Hypocrisy en el EP Maximum Abduction (1997). El grupo Ulver también realizó una interpretación de «Strange Ways» para su inclusión en el álbum tributo Gods of Thunder: A Norwegian Tribute to Kiss (2005). Scott Ian, guitarrista de Anthrax, destacó que fue Kiss quien le puso «en el camino de lo que tenía que hacer» y junto a su banda versionó «Parasite» para el recopilatorio Attack of the Killer B's (1991) —un trabajo nominado al premio Grammy— y «Watchin' You» para la reedición de Stomp 442 (2001). Por su parte, el propio Ace Frehley volvió a grabar «Parasite» para incluirla en su disco de versiones Origins, Vol. 1 (2016), esta vez con la colaboración del guitarrista John 5, quien reveló que creció escuchando esa canción en Hotter Than Hell y en el trabajo en directo Alive! (1975).

## Lista de canciones
| Cara A |                            |                          |               |          |  |
| N.º    | Título                     | Escritor(es)             | Voz principal | Duración |  |
| 1.     | «Got to Choose»            | Paul Stanley             | Stanley       | 3:54     |  |
| 2.     | «Parasite»                 | Ace Frehley              | Gene Simmons  | 3:01     |  |
| 3.     | «Goin' Blind»              | Simmons, Stephen Coronel | Simmons       | 3:36     |  |
| 4.     | «Hotter Than Hell»         | Stanley                  | Stanley       | 3:31     |  |
| 5.     | «Let Me Go, Rock 'n' Roll» | Simmons, Stanley         | Simmons       | 2:14     |  |

| Cara B |                |                  |               |          |  |
| N.º    | Título         | Escritor(es)     | Voz principal | Duración |  |
| 1.     | «All the Way»  | Simmons          | Simmons       | 3:18     |  |
| 2.     | «Watchin' You» | Simmons          | Simmons       | 3:43     |  |
| 3.     | «Mainline»     | Stanley          | Peter Criss   | 3:50     |  |
| 4.     | «Comin' Home»  | Stanley, Frehley | Stanley       | 2:37     |  |
| 5.     | «Strange Ways» | Frehley          | Criss         | 3:18     |  |

Fuente: Allmusic.

## Créditos
| Kiss - Gene Simmons – bajo y voz - Paul Stanley – guitarra rítmica y voz - Ace Frehley – guitarra principal y coros - Peter Criss – batería, percusión y voz | Producción - Kenny Kerner y Richie Wise – producción - Warren Dewey – ingeniería - John Van Hamersveld – diseño artístico, dirección artística - Norman Seeff – fotografía, dirección artística |

Fuente: Allmusic.

## Posición en las listas
| País           | Lista                 | Mejor posición | Ref.   |
| -------------- | --------------------- | -------------- | ------ |
| Canadá         | Canadian Albums Chart | 92             | [ 35 ] |
| Estados Unidos | Billboard 200         | 100            | [ 6 ]  |

## Certificaciones
| País           | Certificación | Ventas  | Ref.   |
| -------------- | ------------- | ------- | ------ |
| Estados Unidos | Oro           | 500 000 | [ 10 ] |